# Sharon Dijksma

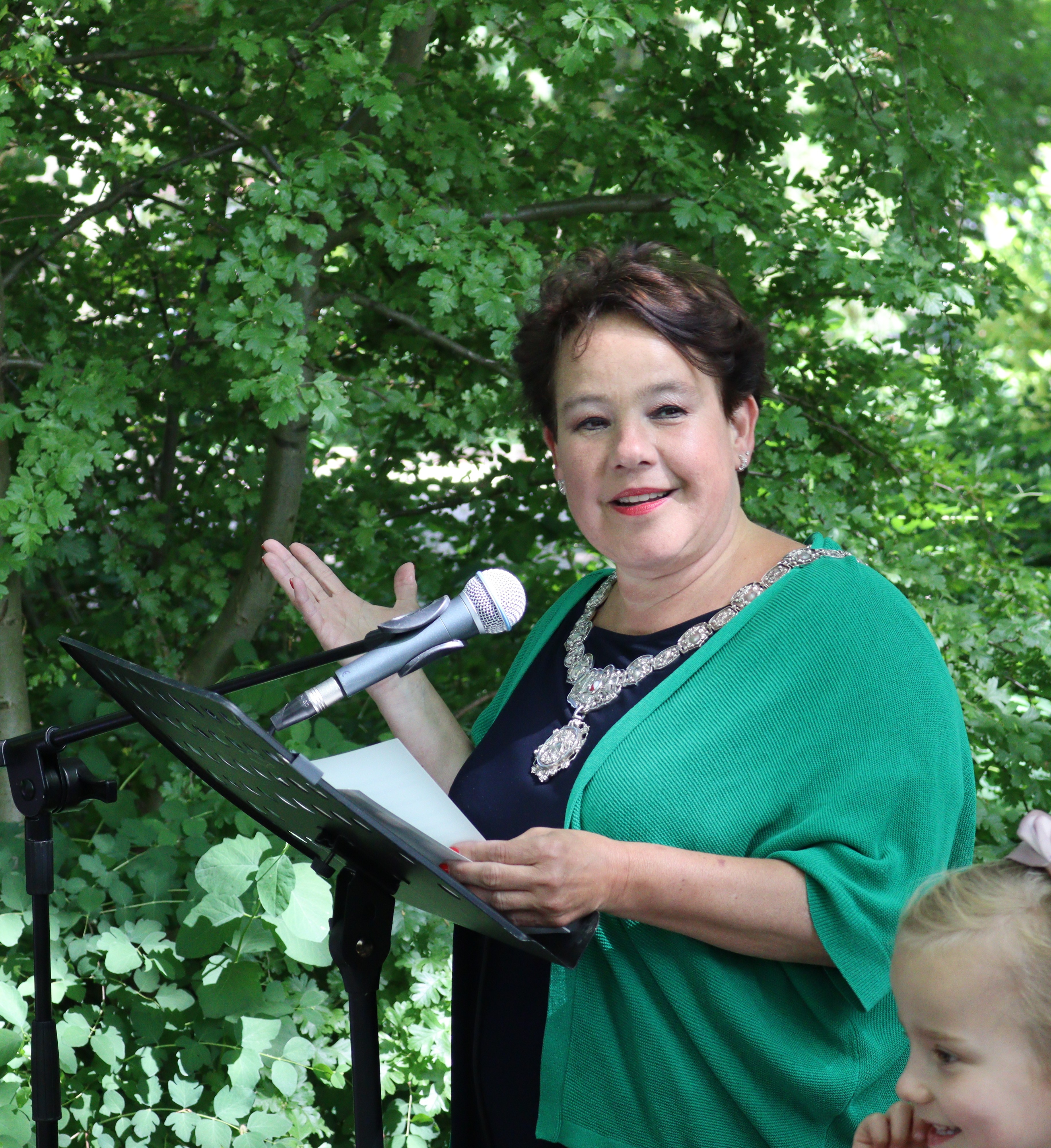
Sharon Dijksma (2025)

Sharon Alida Maria Dijksma (* 16. April 1971 in Hoogkerk (Gemeinde Groningen)) ist eine niederländische Politikerin der Partij van de Arbeid (PvdA).
Seit dem 17. Dezember 2020 ist sie Bürgermeisterin von Utrecht.
Zuvor war sie die Staatssekretärin im Wirtschaftsministerium im Kabinett Rutte II und Staatssekretärin im Kultusministerium des Kabinetts Balkenende IV. Von 1994 bis 2007 saß sie für die PvdA in der Zweiten Kammer, ab dem 26. Oktober 2004 als stellvertretende Fraktionsvorsitzende. Vom 17. Juni 2010 bis zum 20. September 2012 war sie erneut Mitglied der Zweiten Kammer. Seit dem 30. Mai 2018 war sie Beigeordnete der Gemeinde Amsterdam.
Sie ist verheiratet, hat einen Sohn und eine Tochter und wohnt in Enschede.